# Liste d'amphithéâtres romains

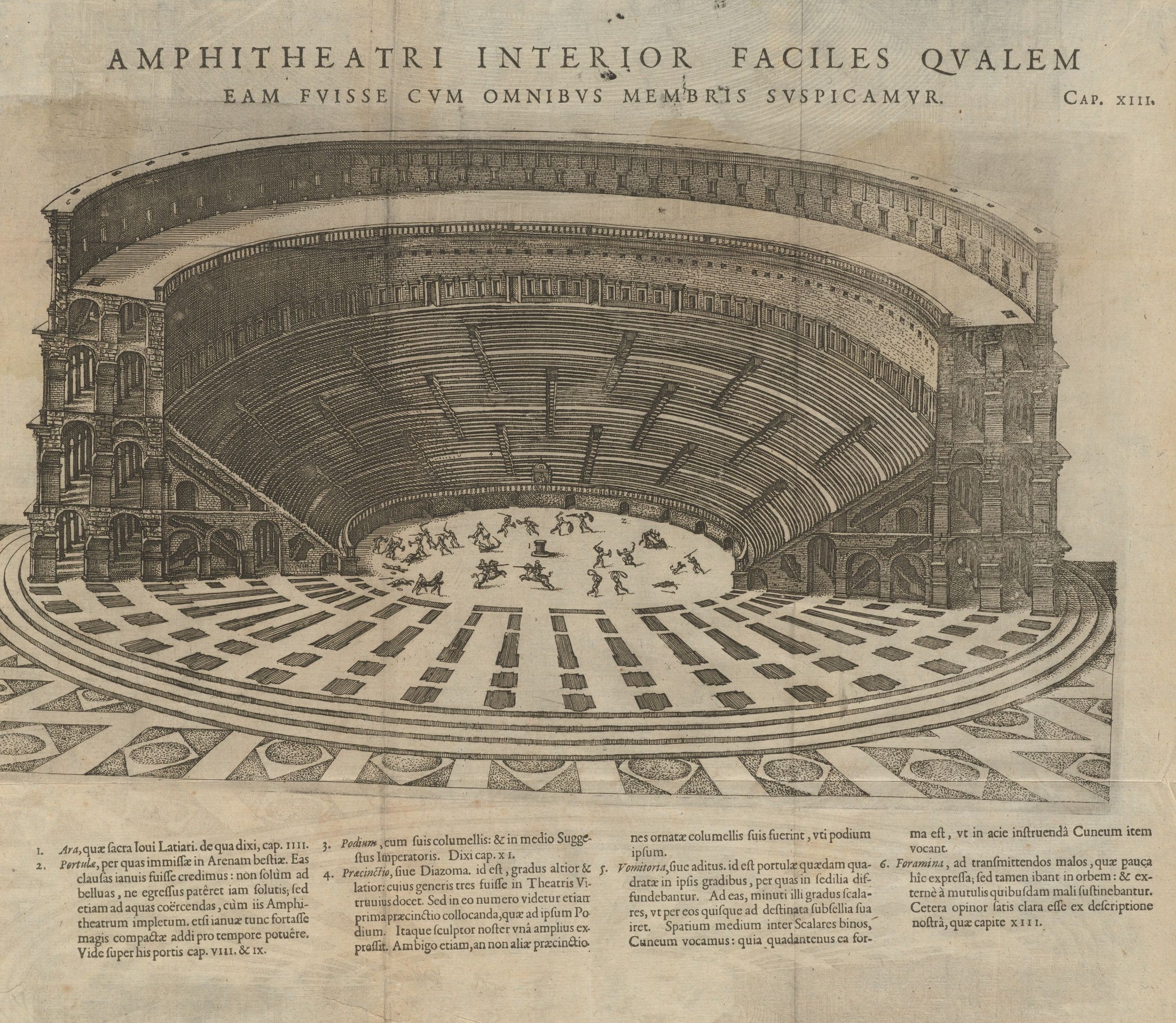
Type d'amphithéâtre romain, selon Juste Lipse, De Amphitheatro Liber, 1592.

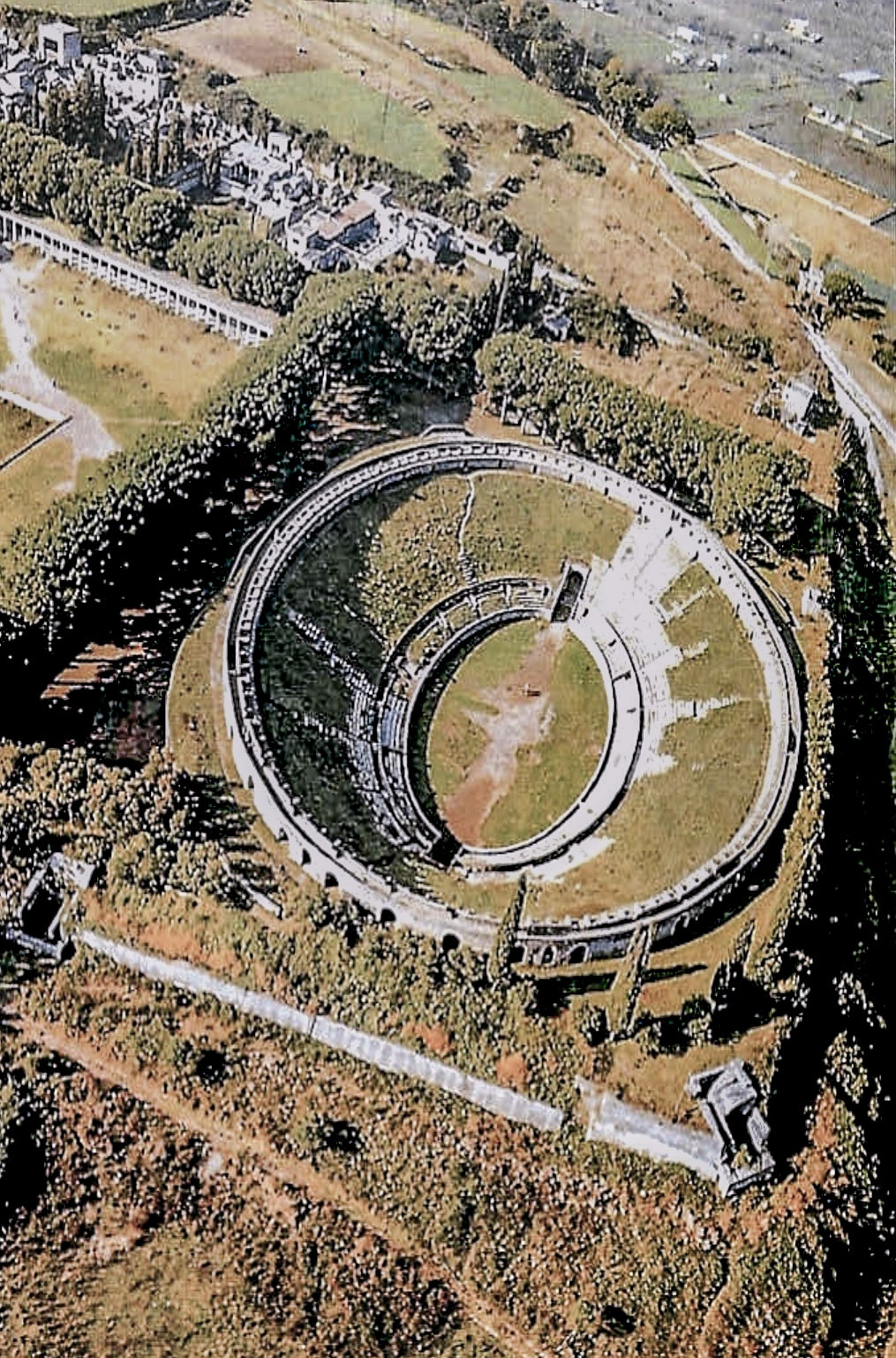
Amphithéâtre de Pompéi.

Cette article recense les amphithéâtres romains.

## Généralités
Les inventaires archéologiques recensent 230 amphithéâtres à travers l'empire romain, les Romains en ayant pourvu la plupart de leurs cités. Aujourd'hui, les vestiges se limitent pour la plupart d'entre eux à l'arène encore visible au niveau du sol, ou à des vestiges qui ne laissent apparaître qu'une partie de l'édifice ou de ses fondations.
Quelques-uns de ces énormes édifices ont cependant traversé les siècles sans trop de dommages, comme à Arles, Nîmes, El Jem, Pula, Rome ou Vérone.
Les amphithéâtres romains sont généralement de forme elliptique et destinés à produire des combats de gladiateurs ou de bêtes fauves, mais certains d'entre eux, fermés d'un côté par une scène, sont des théâtres-amphithéâtres ou amphithéâtres à scène qui pouvaient accueillir également des représentations théâtrales. On les rencontre surtout en Gaule : parmi ceux-ci figurent les arènes de Lutèce, l'amphithéâtre de Grand et celui de Lillebonne.
Les amphithéâtres romains ne peuvent être classés selon leur capacité estimée, car celle-ci reste incertaine du fait qu'une partie de la structure des amphithéâtres a disparu, rendant les calculs très approximatifs. Les informations liées à leurs capacités sont donc à prendre avec beaucoup de précautions et ne sont qu'indicatives, permettant de comparer les données connues des différents amphithéâtres.

## Répartition géographique

### Albanie
| Édifice                   | Lieu   | Notes                                                                        | Coordonnées                  | Images |
| ------------------------- | ------ | ---------------------------------------------------------------------------- | ---------------------------- | ------ |
| Amphitéâtre de Dyrrachium | Durrës | Dimensions : 132 × 113 m Arène : 61 × 42 m Capacité estimée : 20 000 places. | 41° 18′ 44″ N, 19° 26′ 43″ E |        |

### Algérie
| Édifice                              | Lieu                  | Notes              | Coordonnées                 | Images |
| ------------------------------------ | --------------------- | ------------------ | --------------------------- | ------ |
| Amphithéâtre de Caesarea Mauretaniae | Césarée de Maurétanie | actuelle Cherchell | 36° 36′ 31″ N, 2° 11′ 56″ E |        |
| Amphithéâtre de Lambaesis            | Lambèse               | actuelle Tazoult   | 35° 29′ 21″ N, 6° 15′ 36″ E |        |
| Amphithéâtre de Theveste             | Theveste              | actuelle Tébessa   | 35° 24′ 04″ N, 8° 07′ 26″ E |        |
| Amphithéâtre de Tipasa Mauretaniae   | Tipasa de Maurétanie  | actuelle Tipaza    | 36° 35′ 36″ N, 2° 26′ 44″ E |        |

### Allemagne
| Édifice                                            | Lieu    | Notes | Coordonnées                 | Images |
| -------------------------------------------------- | ------- | --- | --------------------------- | ------ |
| Amphithéâtre d'Augusta Treverorum                  | Trèves  | Dimensions externes : 150 × 125 m, dimensions de l'arène : 75 × 50 m, capacité estimée : 25 000 à 30 000 places            | 49° 44′ 53″ N, 6° 38′ 57″ E |        |
| Amphithéâtre de Colonia Claudia Ara Agrippinensium | Cologne | Aucune trace archéologique directe de l'amphithéâtre n'a été découverte, mais on suppose néanmoins certaine son existence. |                             |        |
| Amphithéâtre civil de Colonia Ulpia Traiana        | Xanten  | | 51° 40′ 02″ N, 6° 27′ 05″ E |        |
| Amphithéâtre militaire de Colonia Ulpia Traiana    | Xanten  | Amphithéâtre du camp romain de Castra Vetera, près de la cité de Colonia Ulpia Traiana.                                    | 51° 38′ 15″ N, 6° 28′ 22″ E |        |

### Autriche
| Édifice                             | Lieu                  | Notes | Coordonnées                  | Images |
| ----------------------------------- | --------------------- | ----- | ---------------------------- | ------ |
| Amphithéâtre civil de Carnuntum     | Petronell-Carnuntum   |       | 48° 06′ 36″ N, 16° 51′ 03″ E |        |
| Amphithéâtre militaire de Carnuntum | Bad Deutsch-Altenburg |       | 48° 07′ 37″ N, 16° 53′ 34″ E |        |
| Amphithéâtre de Flavia Solva        | Wagna                 |       | 46° 46′ 02″ N, 15° 33′ 58″ E |        |
| Aphithéâtre de Virunum              | Maria Saal            |       | 46° 41′ 52″ N, 14° 22′ 01″ E |        |

### Bulgarie
| Édifice                                    | Lieu    | Notes | Coordonnées                  | Images |
| ------------------------------------------ | ------- | --- | ---------------------------- | ------ |
| Amphithéâtre (bg) de Diocletianopolis (en) | Hisarya | | 42° 30′ 23″ N, 24° 42′ 32″ E |        |
| Amphithéâtre de Marcianopolis              | Devnya  | | 43° 13′ 44″ N, 27° 35′ 10″ E |        |
| Amphithéâtre de Sardica                    | Sofia   | Découvert en 2004 lors de la construction d'un hôtel et excavé en 2005-2006 ; une partie des restes est préservée et intégrée dans le rez-de-chaussée de l'hôtel. | 42° 41′ 50″ N, 23° 19′ 42″ E |        |

### Croatie
| Édifice                | Lieu    | Notes                                                                            | Coordonnées                  | Images |
| ---------------------- | ------- | -------------------------------------------------------------------------------- | ---------------------------- | ------ |
| Amphithéâtre de Burnum | Šibenik |                                                                                  | 43° 44′ 05″ N, 15° 53′ 34″ E |        |
| Amphithéâtre de Mursa  | Osijek  | La localisation de l'amphithéâtre n'est pas connue.                              |                              |        |
| Amphithéâtre de Pula   | Pula    | Dimensions : 133 × 105 × 35 m Arène : 64 × 38 m Capacité estimée : 24 000 places | 44° 52′ 24″ N, 13° 51′ 00″ E |        |
| Amphithéâtre de Salona | Solin   |                                                                                  | 43° 32′ 19″ N, 16° 28′ 27″ E |        |

### Espagne
| Édifice                        | Lieu               | Notes | Coordonnées                 | Images |
| ------------------------------ | ------------------ | --- | --------------------------- | ------ |
| Amphithéâtre de Barcino        | Barcelone          | Édifice hypothétique : son existence est probable, mais sa localisation n'est pas connue.                                                                                                   |                             |        |
| Amphithéâtre de Cáparra (es)   | Oliva de Plasencia | | 40° 09′ 51″ N, 6° 06′ 00″ O |        |
| Amphithéâtre de Carmo (es)     | Carmona            | | 37° 28′ 11″ N, 5° 39′ 03″ O |        |
| Amphithéâtre de Carthago Nova  | Carthagène         | Serait le 2e plus grand amphithéâtre de l'empire romain (après le Colisée) | 37° 36′ 02″ N, 0° 58′ 48″ E |        |
| Amphithéâtre (es) de Corduba   | Cordoue            | 2e plus grand amphithéâtre d'Hispanie (après celui de Carthagène), 3e de l'empire romain ; ses restes sont situés sous des terrains avoisinant le rectorat de l'université de Cordoue (es). | 37° 53′ 03″ N, 4° 47′ 23″ O |        |
| Amphithéâtre d'Emerita Augusta | Mérida             | | 38° 54′ 57″ N, 6° 20′ 16″ O |        |
| Amphithéâtre d'Emporiae        | L'Escala           | | 42° 07′ 48″ N, 3° 07′ 03″ E |        |
| Amphithéâtre d'Italica         | Italica            | Dimensions : 157 × 134 m Arène : 75 × 50 m Capacité estimée : 25 000 places | 37° 26′ 38″ N, 6° 02′ 48″ O |        |
| Amphithéâtre de Segóbriga      | Saelices           | | 39° 53′ 10″ N, 2° 48′ 50″ O |        |
| Amphithéâtre de Tarraco        | Tarragone          | | 41° 06′ 52″ N, 1° 15′ 32″ E |        |
| Amphithéâtre de Vergis         | Berja              | Site archéologique de Villavieja | 36° 50′ 13″ N, 2° 57′ 18″ O |        |

### Grèce
| Édifice                          | Lieu         | Notes | Coordonnées                  | Images |
| -------------------------------- | ------------ | ----- | ---------------------------- | ------ |
| Amphithéâtre de Chersonasus (en) | Chersónissos | Crète |                              |        |
| Amphithéâtre de Corinthe         | Corinthe     |       | 37° 54′ 35″ N, 22° 53′ 32″ E |        |
| Amphithéâtre de Gortyne          | Gortyne      | Crète | 35° 03′ 23″ N, 24° 57′ 10″ E |        |

### Hongrie
| Édifice                           | Lieu     | Notes | Coordonnées                  | Images |
| --------------------------------- | -------- | ----- | ---------------------------- | ------ |
| Amphithéâtre civil d'Aquincum,    | Budapest |       | 47° 34′ 03″ N, 19° 02′ 53″ E |        |
| Amphithéâtre militaire d'Aquincum | Budapest |       | 47° 31′ 58″ N, 19° 02′ 20″ E |        |
| Amphithéâtre de Scarbantia (hu)   | Sopron   |       | 47° 41′ 35″ N, 16° 35′ 20″ E |        |

### Israël
| Édifice                           | Lieu        | Notes | Coordonnées                  | Images |
| --------------------------------- | ----------- | ----- | ---------------------------- | ------ |
| Amphithéâtre d'Eleutheropolis     | Beth Guvrin |       | 31° 36′ 30″ N, 34° 53′ 38″ E |        |
| Amphithéâtre de Scythopolis       | Beït Shéan  |       | 32° 29′ 55″ N, 35° 30′ 06″ E |        |
| Amphithéâtre de Caesarea Maritima | Césarée     |       |                              |        |

### Liban
| Édifice                | Lieu        | Notes | Coordonnées | Images |
| ---------------------- | ----------- | ----- | ----------- | ------ |
| Amphithéâtre de Botrys | Batroun     |       |             |        |
|                        | Zouk Mikael |       |             |        |

### Libye
| Édifice                      | Lieu     | Notes                                                                                          | Coordonnées                  | Images |
| ---------------------------- | -------- | ---------------------------------------------------------------------------------------------- | ---------------------------- | ------ |
| Amphithéâtre de Leptis Magna | Khoms    | Inscrit au patrimoine mondial comme élément du site archéologique de Leptis Magna depuis 1982. | 32° 37′ 56″ N, 14° 18′ 34″ E |        |
| Amphithéâtre de Sabratha     | Sabratha | Inscrit au patrimoine mondial comme élément du site archéologique de Sabratha depuis 1982.     | 32° 48′ 14″ N, 12° 29′ 39″ E |        |

### Pays-Bas
| Édifice                                        | Lieu    | Notes | Coordonnées                 | Images |
| ---------------------------------------------- | ------- | --- | --------------------------- | ------ |
| Amphithéâtre (nl) d'Ulpia Noviomagus Batavorum | Nimègue | Seul amphithéâtre romain connu aux Pays-Bas, il n'en subsiste que quelques restes. Dimensions : 94 × 82 m Arène : 58 × 46 m Capacité : 12 000 spectateurs. | 51° 50′ 18″ N, 5° 52′ 44″ E |        |

### Portugal
| Édifice                    | Lieu                               | Notes | Coordonnées                 | Images |
| -------------------------- | ---------------------------------- | ----- | --------------------------- | ------ |
| Amphithéâtre de Conimbriga | Condeixa-a-Velha e Condeixa-a-Nova |       | 40° 06′ 02″ N, 8° 29′ 44″ O |        |

### Suisse
| Édifice                                              | Lieu     | Notes | Coordonnées                 | Images |
| ---------------------------------------------------- | -------- | ----- | --------------------------- | ------ |
| Amphithéâtre d'Augusta Raurica                       | Augst    |       | 47° 31′ 45″ N, 7° 43′ 14″ E |        |
| Amphithéâtre d'Aventicum                             | Avenches |       | 46° 52′ 52″ N, 7° 02′ 34″ E |        |
| Amphithéâtre de Bremodurum                           | Berne    |       | 46° 58′ 33″ N, 7° 27′ 04″ E |        |
| Amphithéâtre de Forum Claudii Vallensium / Octodurum | Martigny |       | 46° 05′ 40″ N, 7° 04′ 25″ E |        |
| Amphithéâtre de Noviodunum / Colonia Iulia Equestris | Nyon     |       | 46° 23′ 00″ N, 6° 14′ 29″ E |        |
| Amphithéâtre (de) de Vindonissa                      | Windisch |       | 47° 28′ 35″ N, 8° 12′ 49″ E |        |

### Turquie
| Édifice                      | Lieu    | Notes | Coordonnées                  | Images |
| ---------------------------- | ------- | --- | ---------------------------- | ------ |
| Amphithéâtre d'Anazarbe      | Kozan   | | 37° 14′ 39″ N, 35° 53′ 41″ E |        |
| Amphithéâtre de Cyzique      | Erdek   | | 40° 23′ 53″ N, 27° 53′ 02″ E |        |
| Amphithéâtre (es) de Pergame | Bergama | Inscrit au patrimoine mondial comme élément du site « Pergame et son paysage culturel à multiples strates » | 39° 07′ 33″ N, 27° 10′ 27″ E |        |